# Optevoz
Optevoz ist eine französische Gemeinde mit 877 Einwohnern (Stand: 1. Januar 2022) im Département Isère in der Region Auvergne-Rhône-Alpes. Sie gehört zum Arrondissement La Tour-du-Pin und ist Teil des Kantons Morestel. Die Einwohner werden Optevoziens genannt. Bürgermeister ist seit 2020 Joseph Quiles.

## Geografie
Optevoz liegt etwa 40 Kilometer östlich von Lyon. Umgeben wird Optevoz von den Nachbargemeinden Saint-Baudille-de-la-Tour im Norden, Courtenay im Osten, Siccieu-Saint-Julien-et-Carisieu im Süden sowie Annoisin-Chatelans im Westen.

## Weblinks

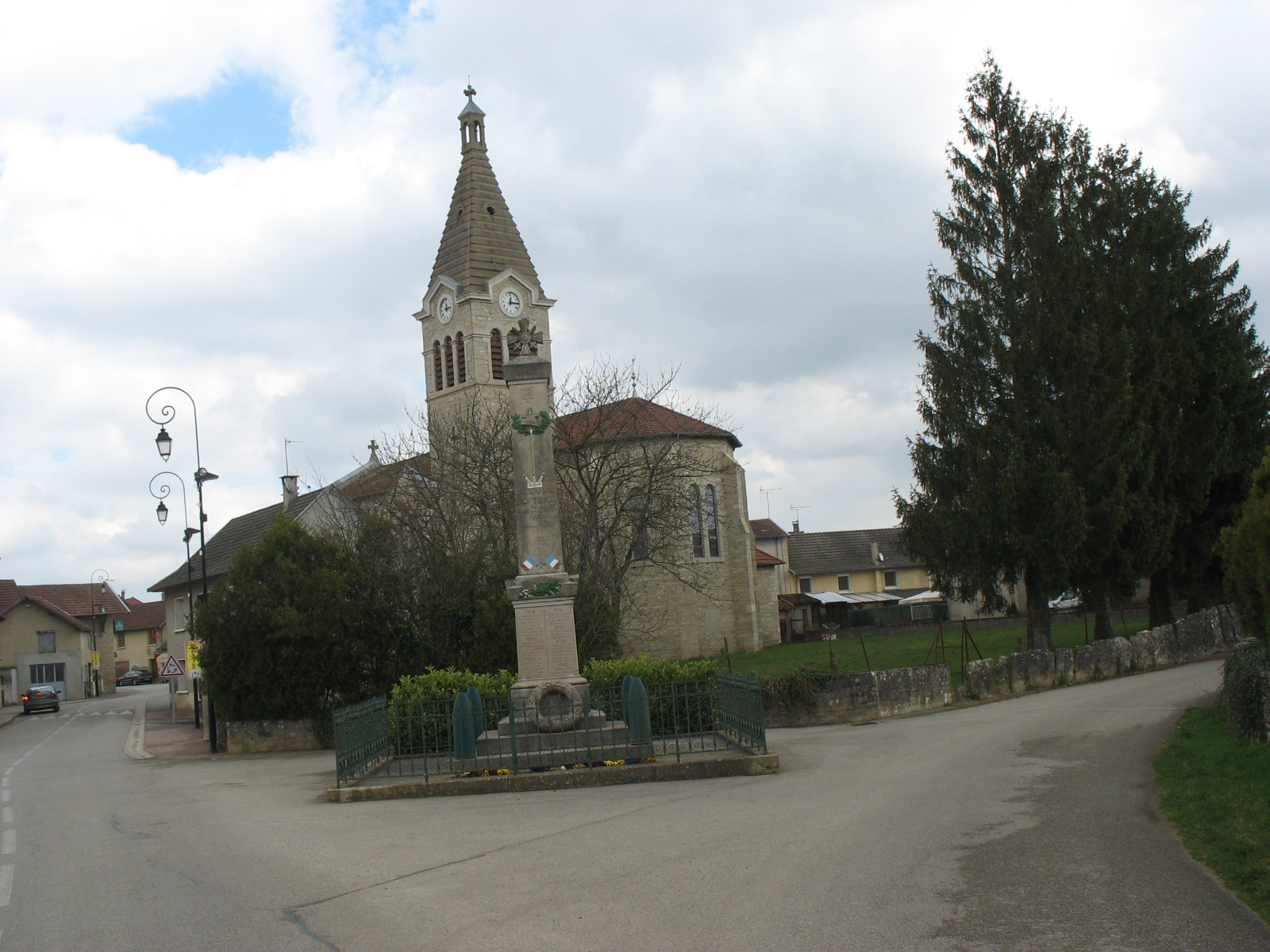
Kirche Saint-Symphorien

## Bevölkerungsentwicklung
| Jahr                       | 1962 | 1968 | 1975 | 1982 | 1990 | 1999 | 2006 | 2017 |
| -------------------------- | ---- | ---- | ---- | ---- | ---- | ---- | ---- | ---- |
| Einwohner                  | 635  | 608  | 550  | 637  | 667  | 739  | 657  | 843  |
| Quellen: Cassini und INSEE |      |      |      |      |      |      |      |      |

## Sehenswürdigkeiten
- Kirche Saint-Symphorien